# Eidsvollgarantie
Als Eidsvollsgarantie wird ein Beschluss der Reichsversammlung genannt, der nach heftiger Debatte mit 79 gegen 29 Stimmen am 19. Mai 1814 von der Reichsversammlung in Eidsvoll gefasst und von König Christian VIII. am 23. Mai 1814 bekannt gemacht wurde.

## Geschichte
Als im Kieler Frieden vom 14. Januar 1814 die Personalunion zwischen Norwegen und Dänemark beendet wurde, waren aus der Zeit von 1807 bis 1809 so genannte „Assignationssedler“ und Reichsbanknoten der dänisch-norwegischen Reichsbank im Umfang von 5.139.000 Riksbankdaler in Umlauf. Hinzu kamen 3.000.000 Riksbankdaler, die der Prinzregent Anfang 1814 in Norwegen ausgestellt hatte. Dieses gesamte Papiergeld sowie das weitere Papiergeld, das für die veranschlagten Staatsausgaben benötigt wurde und auf 14 Millionen Riksbankdaler geschätzt war, sollte durch Beschluss der Reichsversammlung auf einen Kurs von 375 % garantiert werden. Am 1. August 1813 hatte die dänisch-norwegische Reichsbank diesen Kurs festgestellt. Das bedeutete, dass 375 Riksbankdalernoten einen Wert von 100 Mark Banco hatten. Aber der Kurs lag bei der Ausgabe bereits bei 500 Riksbankdaler in Papiergeld für 100 Mark Banco. Zu der gedruckten Geldmenge von 14 Millionen Riksbankdaler kamen noch die als Zahlungsmittel weiterhin zulässigen dänischen Riksdaler hinzu, die im Laufe des Jahres 1814 in Riksbankdaler umgewechselt wurden, so dass im Laufe des Jahres 1815 um die 23 bis 25 Millionen Riksbankdalernoten im Umlauf waren. Dies führte zur Inflation. Die Eidsvollgarantie sollte den Geldwert stabilisieren. Doch der Kurs fiel weiter, so dass 1 Riksbankdaler, der nach der Eidsvollgarantie einen Wert von 32 Norwegischen Silberskilling haben sollte, im Januar 1816 auf 6 Skilling gesunken war. Daraufhin wurde die Eidsvollgarantie aufgehoben.